# Asienspiele 2014/Judo
Bei den Asienspielen 2014 in Incheon, Südkorea wurden vom 20. bis 23. September 2014 16 Wettbewerbe im Judo ausgetragen, je 8 für Damen und Herren, davon jeweils ein Teamwettkampf.

## Herren

### Bis 60 kg
| Platz | Land | Athlet              |
| ----- | ---- | ------------------- |
| 1     | KAZ  | Jeldos Smetow       |
| 2     | MNG  | Ganbatyn Boldbaatar |
| 3     | JPN  | Toru Shishime       |
| 3     | KOR  | Kim Won-jin         |

Der Wettbewerb wurde am 20. September ausgetragen.

### Bis 66 kg
| Platz | Land | Athlet                      |
| ----- | ---- | --------------------------- |
| 1     | MNG  | Dawaadordschiin Tömörchüleg |
| 2     | JPN  | Tomofumi Takajo             |
| 3     | KAZ  | Asamat Muqanow              |
| 3     | UZB  | Mirzohid Farmonov           |

Der Wettbewerb wurde am 20. September ausgetragen.

### Bis 73 kg
| Platz | Land | Athlet              |
| ----- | ---- | ------------------- |
| 1     | JPN  | Hiroyuki Akimoto    |
| 2     | MNG  | Ganbaataryn Odbajar |
| 3     | KOR  | Bang Gui-man        |
| 3     | PRK  | Hong Kuk-hyon       |

Der Wettbewerb wurde am 21. September ausgetragen.

### Bis 81 kg
| Platz | Land | Athlet                   |
| ----- | ---- | ------------------------ |
| 1     | KOR  | Kim Jae-bum              |
| 2     | LIB  | Nacif Elias              |
| 3     | JPN  | Keita Nagashima          |
| 3     | MNG  | Njamsürengiin Dagwasüren |

Der Wettbewerb wurde am 21. September ausgetragen.

### Bis 90 kg
| Platz | Land | Athlet                       |
| ----- | ---- | ---------------------------- |
| 1     | JPN  | Yuya Yoshida                 |
| 2     | UZB  | Dilshod Choriyev             |
| 3     | KOR  | Gwak Dong-han                |
| 3     | MNG  | Lchagwasürengiin Otgonbaatar |

Der Wettbewerb wurde am 22. September ausgetragen.

### Bis 100 kg
| Platz | Land | Athlet                   |
| ----- | ---- | ------------------------ |
| 1     | MNG  | Naidangiin Tüwschinbajar |
| 2     | KAZ  | Maxim Rakow              |
| 3     | KOR  | Cho Gu-ham               |
| 3     | UZB  | Ramziddin Sayidov        |

Der Wettbewerb wurde am 22. September ausgetragen.

### Ab 100 kg
| Platz | Land | Athlet                    |
| ----- | ---- | ------------------------- |
| 1     | JPN  | Takeshi Ojitani           |
| 2     | MNG  | Öldsiibajaryn Düürenbajar |
| 3     | KOR  | Kim Sung-min              |
| 3     | UZB  | Abdullo Tangriyev         |

Der Wettbewerb wurde am 22. September ausgetragen.

### Team
| Platz | Land | Athlet |
| ----- | ---- | --- |
| 1     | KOR  | Youn Tae-ho, Bang Gui-man, Kim Jae-bum, Gwak Dong-han, Kim Sung-min, Choi Gwang-hyeon, Lee Kyu-won                                            |
| 2     | KAZ  | Aziz Kalkamanuly, Asamat Muqanow, Maxim Rakow, Jeldos Smetow, Yerzhan Shynkeyev, Dastan Ykybayev, Timur Bolat                                 |
| 3     | JPN  | Yusuke Kumashiro, Keita Nagashima, Hiroyuki Akimoto, Tomofumi Takajo, Toru Shishime, Takeshi Ojitani, Yuya Yoshida                            |
| 3     | UZB  | Rishod Sobirov, Sarvar Shomurodov, Yahyo Imomov, Dilshod Choriyev, Soyib Kurbonov, Navroʻz Joʻraqobilov, Abdullo Tangriyev, Mirzohid Farmonov |

Der Wettbewerb wurde am 23. September ausgetragen.

## Damen

### Bis 48 kg
| Platz | Land | Athlet                 |
| ----- | ---- | ---------------------- |
| 1     | MNG  | Mönchbatyn Urantsetseg |
| 2     | JPN  | Emi Yamagishi          |
| 3     | KOR  | Jeong Bo-kyeong        |
| 3     | PRK  | Kim Solmi              |

Der Wettbewerb wurde am 20. September ausgetragen.

### Bis 52 kg
| Platz | Land | Athlet                |
| ----- | ---- | --------------------- |
| 1     | JPN  | Misato Nakamura       |
| 2     | TKM  | Gülbadam Babamyratowa |
| 3     | KAZ  | Lenariya Mingazova    |
| 3     | KOR  | Jung Eun-jung         |

Der Wettbewerb wurde am 20. September ausgetragen.

### Bis 57 kg
| Platz | Land | Athlet                  |
| ----- | ---- | ----------------------- |
| 1     | JPN  | Anzu Yamamoto           |
| 2     | KOR  | Kim Jan-di              |
| 3     | MNG  | Dordschsürengiin Sumjaa |
| 3     | PRK  | Ri Hyosun               |

Der Wettbewerb wurde am 21. September ausgetragen.

### Bis 63 kg
| Platz | Land | Athlet            |
| ----- | ---- | ----------------- |
| 1     | KOR  | Joung Da-woon     |
| 2     | CHN  | Yang Junxia       |
| 3     | JPN  | Kana Abe          |
| 3     | KAZ  | Marian Urdabayeva |

Der Wettbewerb wurde am 21. September ausgetragen.

### Bis 70 kg
| Platz | Land | Athlet                          |
| ----- | ---- | ------------------------------- |
| 1     | KOR  | Kim Seong-yeon                  |
| 2     | JPN  | Chizuru Arai                    |
| 3     | CHN  | Chen Fei                        |
| 3     | MNG  | Tsend-Ajuuschiin Narandschargal |

Der Wettbewerb wurde am 21. September ausgetragen.

### Bis 78 kg
| Platz | Land | Athlet          |
| ----- | ---- | --------------- |
| 1     | KOR  | Jeong Gyeong-mi |
| 2     | PRK  | Sol Kyong       |
| 3     | CHN  | Zhang Zhehui    |
| 3     | JPN  | Mami Umeki      |

Der Wettbewerb wurde am 22. September ausgetragen.

### Ab 78 kg
| Platz | Land | Athlet           |
| ----- | ---- | ---------------- |
| 1     | CHN  | Ma Sisi          |
| 2     | JPN  | Nami Inamori     |
| 3     | KOR  | Kim Eun-kyeong   |
| 3     | THA  | Thonthan Stjadet |

Der Wettbewerb wurde am 22. September ausgetragen.

### Team
| Platz | Land | Athlet |
| ----- | ---- | --- |
| 1     | JPN  | Nami Inamori, Mami Umeki, Chizuru Arai, Kana Abe, Anzu Yamamoto, Misato Nakamura, Emi Yamagishi                     |
| 2     | KOR  | Jeong Bo-kyeong, Jung Eun-jung, Kim Jan-di, Bak Ji-yun, Kim Seong-yeon, Lee Jung-eun, Kim Eun-kyeong, Joung Da-woon |
| 3     | PRK  | Ri Hyosun, Kim Sugyong, Kim Jongsun, Sol Kyong, Ri Changok, Kim Solmi                                               |
| 3     | CHN  | Yang Junxia, Ma Sisi, Ma Yingnan, Zhou Ying, Chen Fei, Wu Shugen, Zhang Zhehui                                      |

Der Wettbewerb wurde am 23. September ausgetragen.

## Medaillenspiegel
| Platz  | Land                | Gold | Silber | Bronze | Gesamt |
| ------ | ------------------- | ---- | ------ | ------ | ------ |
| 1      | Japan               | 6    | 4      | 5      | 15     |
| 2      | Südkorea            | 5    | 2      | 8      | 15     |
| 3      | Mongolei            | 3    | 3      | 4      | 10     |
| 4      | Kasachstan          | 1    | 2      | 3      | 6      |
| 5      | Volksrepublik China | 1    | 1      | 3      | 5      |
| 6      | Nordkorea           | -    | 1      | 4      | 5      |
| 6      | Usbekistan          | -    | 1      | 4      | 5      |
| 8      | Libanon             | –    | 1      | -      | 1      |
| 8      | Turkmenistan        | –    | 1      | -      | 1      |
| 10     | Thailand            | –    | -      | 1      | 1      |
| Gesamt | Gesamt              | 16   | 16     | 32     | 64     |